# إدوارد هوكينز
إدوارد هوكينز (بالإنجليزية: Edward Hawkins)‏ هو سياسي أمريكي، ولد في 21 يناير 1829، وتوفي في 10 يونيو 1908. حزبياً، نشط في الحزب الديمقراطي. وقد انتخب عضو مجلس ولاية نيويورك.